# Киликийские пираты

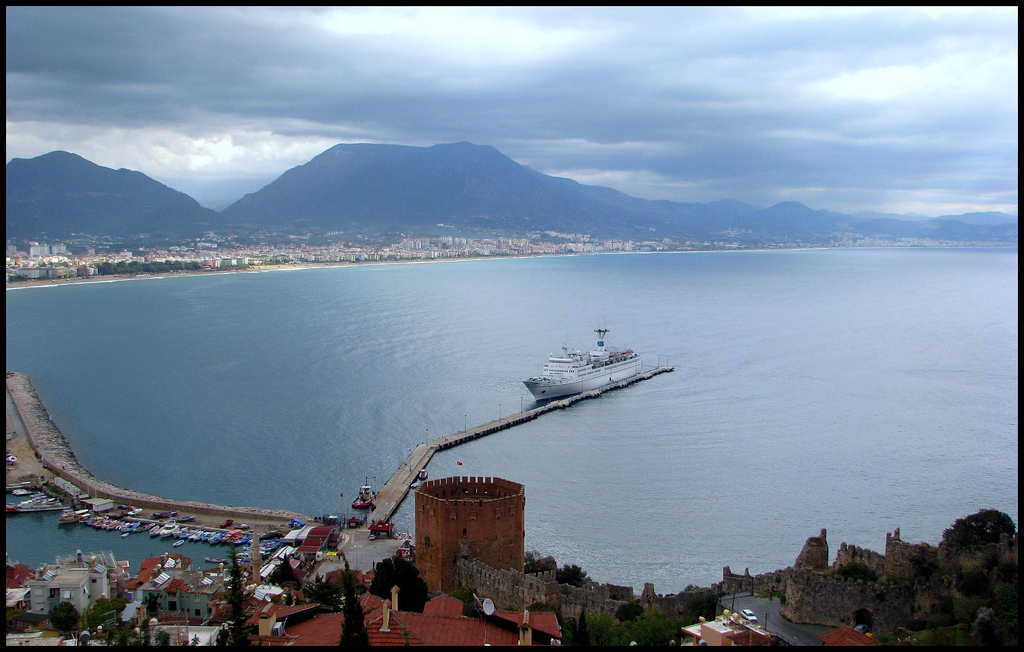
Решающая битва с пиратами состоялась у Коракесия (нынешняя Аланья)

Килики́йские пира́ты занимались разбоем на Средиземном море (особенно в его восточной части) со II века до н. э. до их разгрома Помпеем Великим в 67 году до н. э. Господствовали прежде всего в восточном Средиземноморье, серьёзно осложняя средиземноморскую торговлю.

## Истоки

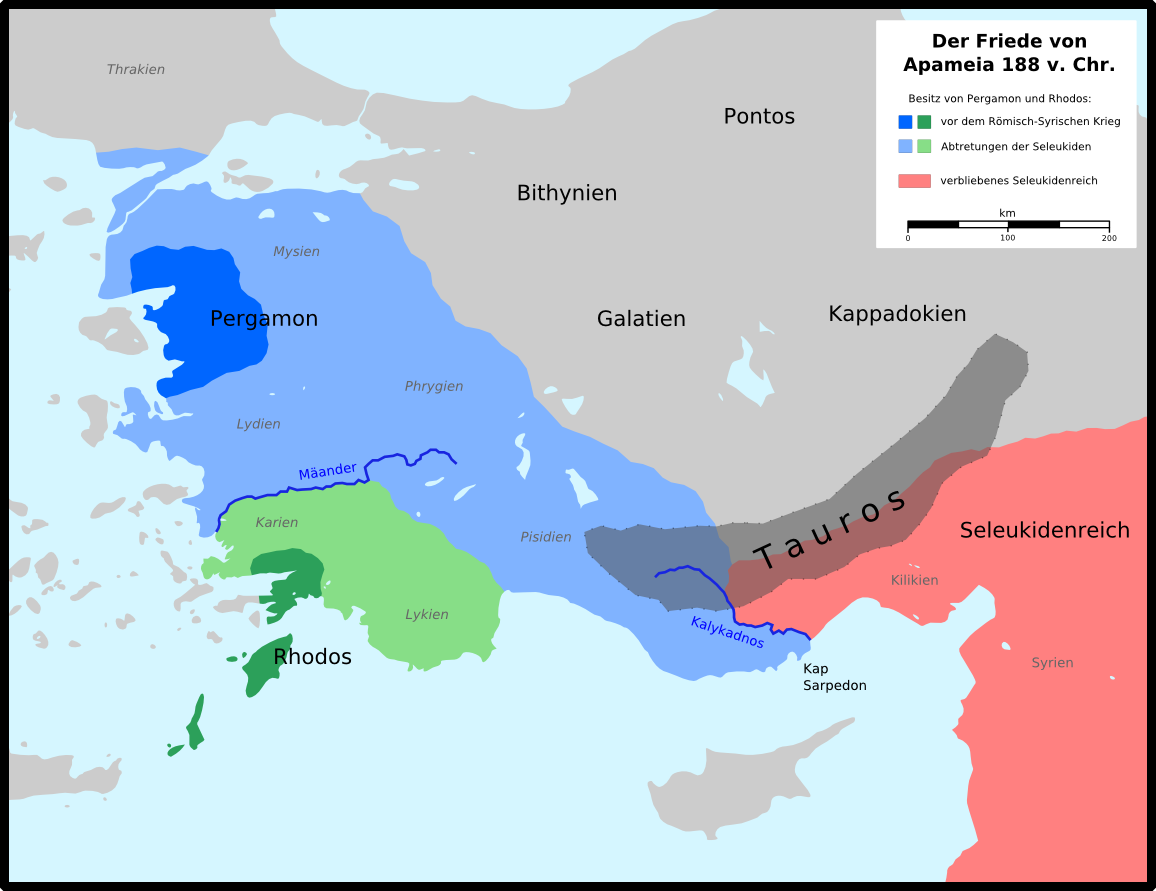
Ситуация после Апамейского мира

Из-за упадка государства Селевкидов во II веке до нашей эры в восточном Средиземноморье возник политический вакуум; благодаря этому там смогло укрепиться хорошо организованное пиратство, основой которого служили порты в Киликии. После Апамейского мира в 188 г. до н. э. Киликия формально продолжала принадлежать царю Антиоху III, но и без того слабое влияние в ней Селевкидов полностью исчезло из-за условий мирного договора (лишь 10 или 12 боевых кораблей и запрет на операции к западу от реки Каликадн), а традиции пиратства, которые никогда не забывались полностью, вернулись к жизни с новой силой. Пиратство особенно усилилось во время Митридатовых войн. Согласно Аппиану, сам Митридат VI вывел пиратство на новый уровень и был настолько тесно связан с пиратами, что, когда он однажды потерпел кораблекрушение, он без сомнений пересел на пиратский корабль и добрался на нём домой.

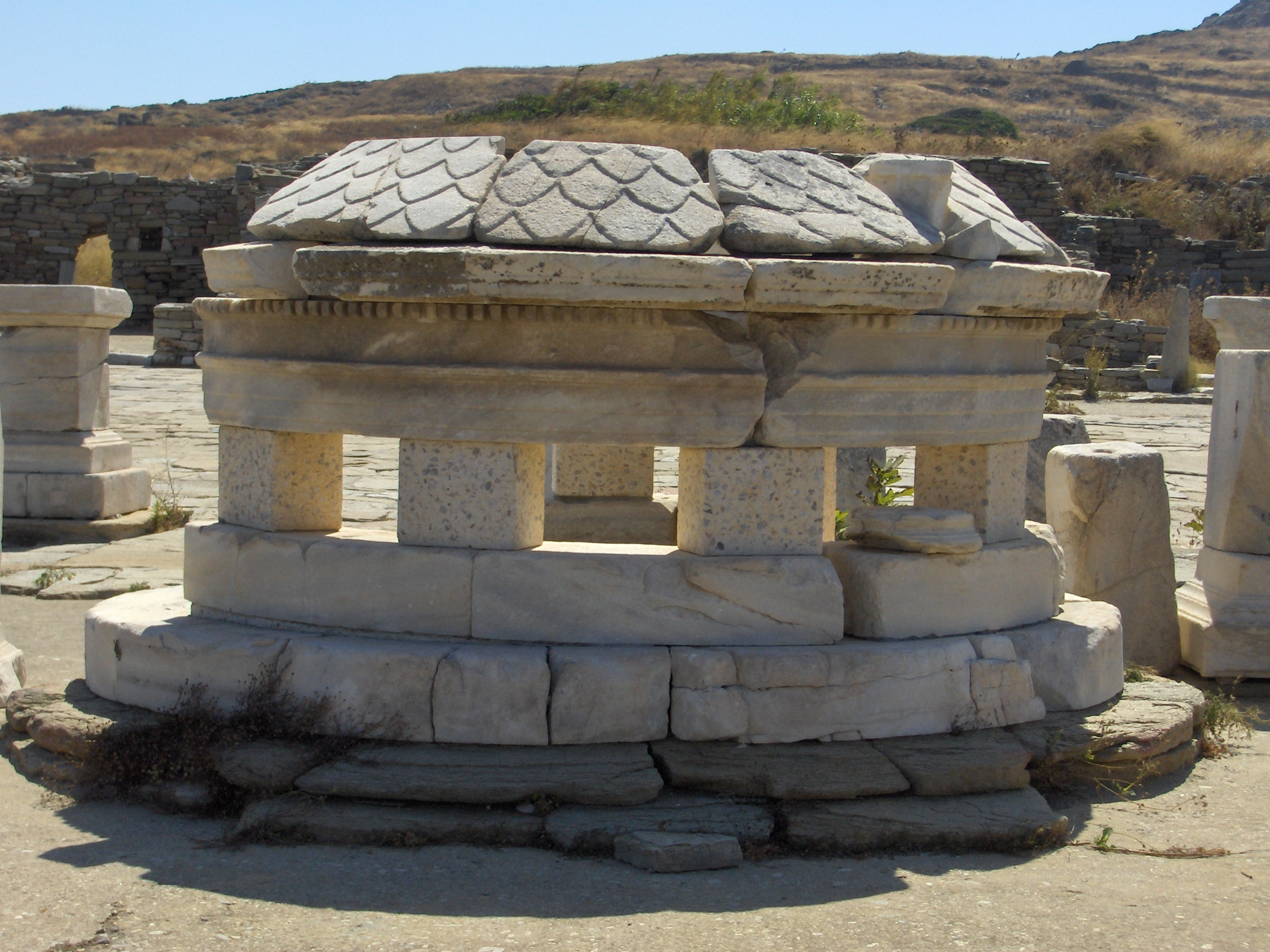
Агора Делоса, в те времена крупный рынок работорговли

Самой важной крепостью пиратов был Коракесий в Памфилии (нынешняя Аланья). Здесь в 138 до н. э. базировался флот претендента на трон Селевкидов Диодота Трифона. Согласно историку Страбону, наёмники, участвовавшие в сражениях тех времён, стали ядром последующего господства пиратов, которое быстро распространялось, особенно потому, что работорговля была очень прибыльной.
«Купец, приставай и выгружай корабль, всё продано», — говорила поговорка на Делосе в те времена. Делос был не только центром культа Аполлона и Артемиды, но и эмпорием (торговым центром), получившим привилегии по решению римского сената в 167 г. до н. э. и являвшимся центром работорговли для всего Средиземноморья, пока Митридат не уничтожил его в 88 г. до н. э. У пиратов не было проблем с продажей «товара»: Делос «был способен в один день принять и продать десятки тысяч рабов» (правда, известный антиковед Уильям Уэстерман сомневался в этой цифре).
Правители Сирии не могли остановить пиратство, Кипр и Египет поддерживали его, поскольку оно вредило Сирии, не мог ничего сделать с ним и флот Родоса. Для Рима это явление было изначально полезно, потому что потребность богатых римлян в рабах после разрушения Коринфа и Карфагена была очень большой. Так получилось, что киликийские пираты вскоре стали доминировать в рабской торговле и, таким образом, стали основными поставщиками товара, имеющего центральное значение для римской экономики.
По-видимому, была еще одна причина равнодушия римлян: грабёж и порабощение людей также осуществлялись в больших масштабах от имени Рима откупщиками налогов. Дошло до того, что царь Вифинии Никомед III в 104 г. до н. э. на просьбу о вспомогательных войсках ответил, что у него их нет, потому что публиканы похитили всех сильных мужчин.
В городах Олимпос, Корикос, Фаселис, Атталия и Сиде пираты могли приблизиться к порту и открыто вести торговлю, в том числе продавать в качестве рабов людей, похищенных во время морских набегов, не скрывая, что незаконно продавали свободнорождённых. Временами часть этих городов находилась под пиратским правлением: так, Олимпос, Корикос и Фаселис оказались под властью пирата по имени Зеникет, основавшего там небольшую пиратскую империю, история которой, однако, была непродолжительной. Когда римские войска Публия Сервилия Ватии в 77 г. до н. э. штурмовали его крепость на горе Олимпос, он сжёг себя и всю свою семью. Таким образом, хотя устоялось название «киликийских» пиратов, фактически оно вводит в заблуждение, поскольку центры их деятельности находились частично и в Ликии, как держава Зеникета, и в Памфилии.
Кроме того, у пиратов были многочисленные укреплённые укрытия на Киликийском побережье, они контролировали критские порты и имели базы (Плутарх называет число 400) по всему Средиземному морю до Балеарских островов и Гибралтарского пролива. По словам Аппиана, пираты были людьми смешанного происхождения: частично киликийцы, частично сирийцы, киприоты, памфилийцы и понтийцы. В основном они были наёмниками Митридатовых войн, которые после поражения Митридата хотели продолжать своё убийственное ремесло самостоятельно.

## Культура пиратов

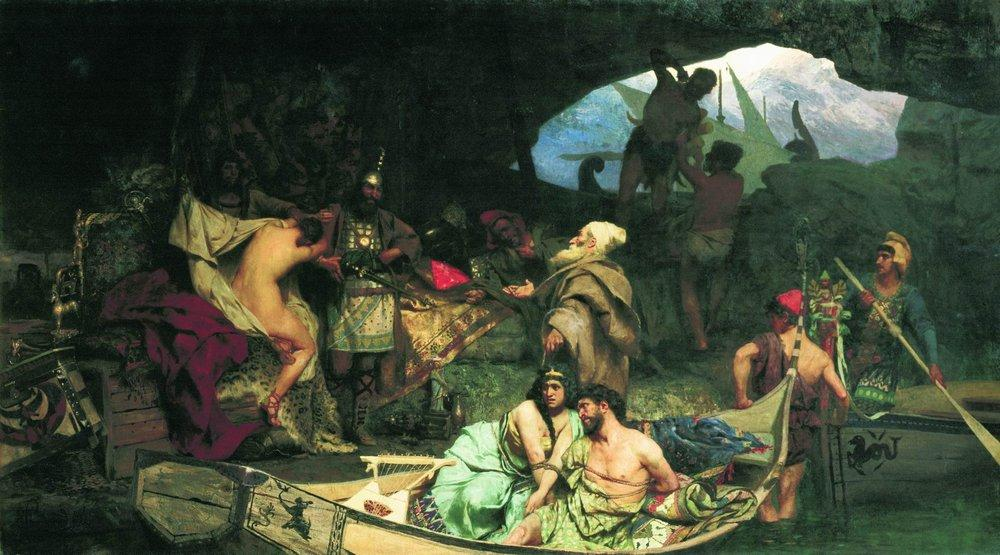
Изаврийские пираты, продающие добычу (Пещера пиратов) (картина также известна как Корсары). Генрих Семирадский, 1880 (Харьковский художественный музей).

Во времена своего расцвета киликийские пираты уже не были простой бандой разбойников: по словам Плутарха, у них было более 30 000 моряков на 1000 кораблей, завоевавших 400 городов, они были хорошо организованы, но особенно возмущала людей их бесстыдная роскошь. Пираты, совершенно не похожие на оборванных головорезов, занимались своим промыслом на кораблях с позолоченными парусами, пурпурными навесами на верхней палубе и посеребрёнными вёслами.
Помимо изысканной жизни, пираты также отличались грубым чувством юмора:
Когда какой-нибудь пленник кричал, что он римлянин, и называл своё имя, они, притворяясь испуганными и смущёнными, хлопали себя по бёдрам и, становясь на колени, умоляли о прощении. Несчастный пленник верил им, видя их униженные просьбы. Затем одни надевали ему башмаки, другие облачали в тогу, для того-де, чтобы опять не ошибиться. Вдоволь поиздевавшись над ним таким образом и насладившись его муками, они, наконец, спускали среди моря сходни и приказывали высаживаться, желая счастливого пути, если же несчастный отказывался, то его сталкивали за борт и топили.
Как особенность пиратов Плутарх отмечает, что они были первыми известными людьми, кто поклонялся Митре. Сообщалось, что они совершали странные церемонии в Олимпосе, приморском городе в заливе Памфилии, но в честь Митры или другого божества — неизвестно. Неподалёку от того места находилась гора Химера, культовое место, известное постоянным подземным пожаром; во времена Зеникета из него били видимые издалека языки пламени.
Что касается других богов, кроме Митры, то пираты не проявляли перед ними никакого страха или благочестия, поскольку непрерывно грабили греческие храмы и святилища, такие как Кларос, Дидима, Самофракия, храм Геи в Гермионе, храм Асклепия в Эпидавре, храмы Посейдона на Коринфском перешейке, на Тенароне и Калаврии, Аполлона — на Акциуме и Лефкасе, Геры — на Самосе, Лакинионе и в Аргосе. Даже учитывая тот факт, что храмы раньше играли роль банков, поведение пиратов было крайне вызывающим.

## Первые действия Рима
Первые военные действия Рима против пиратов не принесли серьёзного успеха. Так, в 102 году до н. э. с ними сражался Марк Антоний Оратор, будучи претором Киликии, за что ему даже устроили триумфальное шествие; а Марк Антоний Критский, его сын и отец знаменитого триумвира, будучи претором в 74 году до н. э., получил imperium infinitum («неограниченные полномочия») для борьбы с пиратством на Крите. Действия Луция Лициния Мурены также не дали никаких заметных успехов. Он должен был атаковать как с земли вдоль северного склона Тавра, так и с моря вдоль южного побережья Малой Азии, по-видимому, следуя давнему плану Суллы. Несмотря на то, что он занял Кибиру, его неудачи в противостоянии с Митридатом сделали последовательные действия против пиратов невозможными и привели к его отстранению в 81 году до н. э.
Роль Гнея Корнелия Долабеллы, проконсула Киликии с 80 года до н. э., и его проквестора Гая Верреса была ещё более бесславной: по словам Цицерона, они грабили население и вызвали опустошения и беспорядки в регионе. После возвращения Долабеллы в 79 г. до н. э. под давлением общества было проведено повторное судебное разбирательство, на котором Гай Веррес приписал всю вину Долабелле. В итоге, Долабелла был осуждён, а Веррес — оправдан на основании своих показаний.
После Долабеллы в 78—74 до н. э. проконсулом Киликии был Публий Сервилий Ватия, который также сражался с пиратами. Он, по словам Флора, был первым римлянином, который пересёк Тавр. После победы над исаврами он получил почётное имя Исаврик и в 74 г. до н. э. был удостоен триумфа. Но даже это достижение не имело долгосрочного эффекта. Хотя успех в самой Киликии был значительным, и Ватия, согласно Аммиану Марцеллину, обложил этот регион данью, римляне не смогли предотвратить побег пиратов морем. Тем удалось быстро создать новые базы, особенно на Крите, где они вскоре вытеснили местных пиратов.

## Пленение Юлия Цезаря
Согласно известной истории, описанной Веллеем Патеркулом, Светонием и, особенно колоритно, Плутархом, группа пиратов сама стала объектом сурового юмора молодого Гая Юлия Цезаря. По пути на Родос для дальнейшего образования в 75/74 г. до н. э. он попал в руки пиратов, которые заключили его в плен на острове Фармакусса возле Милета. Похитители первоначально требовали выкуп в 20 талантов, который Цезарь посчитал не соответствующим значению его личности; вместо этого он предложил заплатить 50 талантов. Чтобы собрать эту сумму, он отослал большинство своих спутников и оставил с собой только своего личного врача и двух слуг. В течение нескольких недель ожидания выкупа Цезарь непринуждённо жил среди пиратов и казался не заключённым, а правителем. Он занимался спортом, велел своим похитителям вести себя тихо, когда ему хотелось спать, и писал стихи и речи, которые читал пиратам вслух. Если те недостаточно восхищались ими, он называл пиратов необразованными варварами и шутливо грозил повесить их; пиратов это забавляло, поскольку они считали его болтливым и безобидным.
Через 38 дней люди, посланные Цезарем, вернулись с необходимым выкупом, который дали города Малой Азии. Поскольку Цезарь, молодой влиятельный римский патриций, был захвачен в плен во многом из-за того, что эти города недостаточно охраняли побережье, им пришлось удовлетворить его требование о выплате выкупа. Как только он был освобождён, он быстро собрал в порту Милета небольшой флот и настиг своих похитителей. В коротком бою большинство пиратских кораблей утонуло или было захвачено, хотя некоторым удалось спастись. Любопытно, что при этом Цезарь выступал в качестве частного лица.
После этого Цезарь привёз пленных пиратов в Пергам, поместил их там под охрану и лично отправился в Вифинию к пропретору Марку Юнку, который управлял провинцией Азия с проконсульским империем. По сути, Юнк был ответственен за наказание арестованных, но отказался удовлетворить требование Цезаря о казни пиратов. По словам Плутарха, он надеялся на богатую добычу пиратов, по словам Веллея — на высокие доходы от их продажи в рабство. Тем не менее, Цезарь быстро вернулся в Пергам до того, как туда пришёл приказ проконсула, и распял всех пиратов самостоятельно. Светоний сообщает, что Цезарь избавил их от мучительной смерти, перерезав им горло перед распятием. Согласно сохранившемуся фрагменту утерянных писаний римского антиквара Фенестеллы, казнь захваченных пиратов была осуществлена не распятием, а обезглавливанием.

## Война Помпея

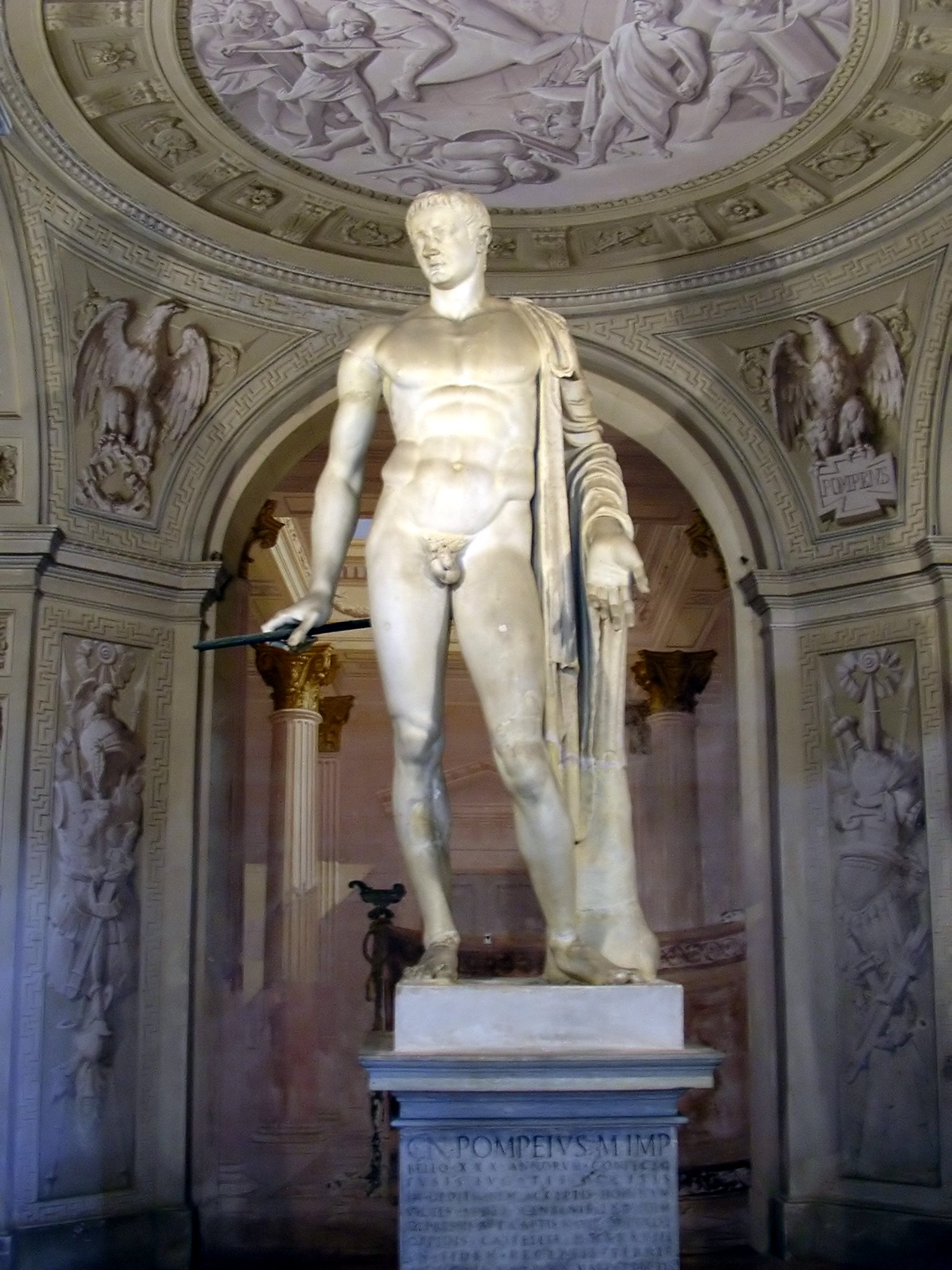
Предположительно статуя Помпея в облике героя (вилла Арконати, Милан)

Наконец, пираты, чьё господство по-прежнему сохранялось, стали не только нарушать поставки зерна в Рим, но и грабить побережья Италии, где они иногда похищали благородных римлянок, включая дочь одного триумфатора, демонстрируя, что они чувствуют себя хозяевами моря и не боятся римской морской мощи. Дошло до того, что они ограбили двух римских преторов, Секстилия и Беллина, вместе с ликторами и имперскими знаками отличия.
В этом невыносимом положении Гней Помпей Великий в 67 году до н. э. получил, на основании закона Габиния, экстраординарный империй со всеми полномочиями. Под его командование перешло всё Средиземное море и его прибрежные районы примерно на 75 км вглубь материка. Эта территория включала большие территории, которые в то время не были частью римского государства. Кроме того, он получил неограниченные средства, право осуществлять набор солдат и флот из 200, а затем и 500 кораблей.
В течение шести месяцев Помпею и его силам удалось победить пиратов и восстановить безопасность в Средиземном море. Он разделил всё Средиземноморье между подчинёнными ему легатами из сенаторского сословия следующим образом:
- Испания и Гибралтарский пролив: Тиберий Клавдий Нерон и Манлий, сын Авла, Торкват;
- Галлия и Лигурия: Марк Помпоний;
- Северная Африка, Сардиния, Корсика и острова: Гней Корнелий Лентул Марцеллин и Публий Атилий;
- Италия: Луций Геллий Публикола и Гней Корнелий Лентул Клодиан;
- Сицилия и Адрия до Акарнании: Плотий и Марк Теренций Варрон;
- Пелопоннес, Аттика, Эвбея, Фессалия, Македония и Беотия: Луций Корнелий Сизенна;
- Греческие острова, Эгейское море и Геллеспонт: Луций Лоллий;
- Вифиния, Фракия, Пропонтида и Босфор: Марк Пупий Пизон Фруги Кальпурниан;
- Ликия, Памфилия, Кипр и Финикия: Квинт Цецилий Метелл Непот

Следствием такого систематического подхода было то, что пираты больше не могли избегать сражений и в конечном итоге оказались в оборонительной позиции.
Решающее сражение произошло у Коракесия, в котором флот Помпея победил пиратский флот. Помпей был готов к последующей осаде крепости, но это оказалось ненужным, поскольку защитники сдались. Это положило конец войне с пиратами.

## Последствия

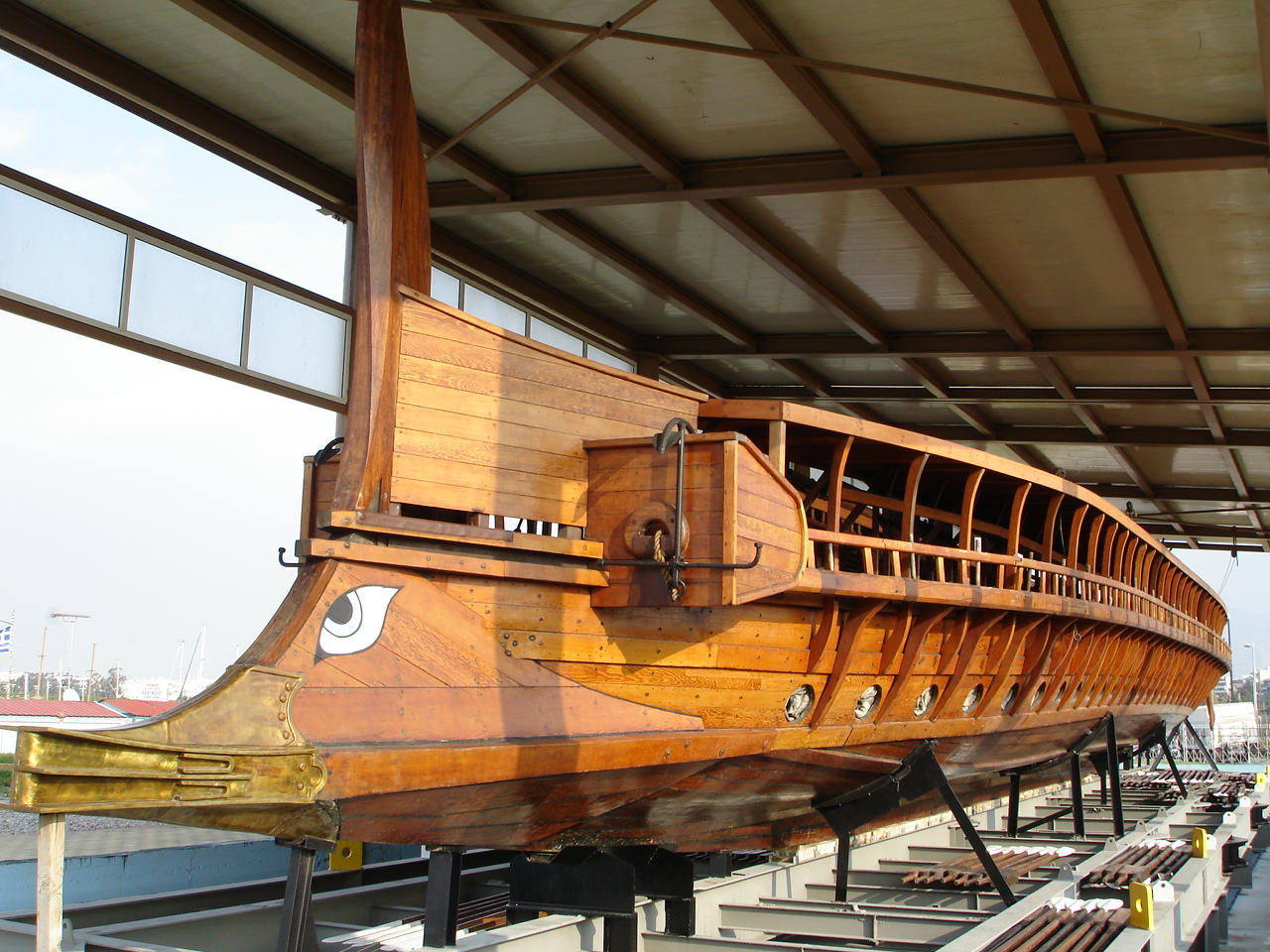
Реконструкция греческой триеры

Согласно Аппиану, Помпей захватил 71 корабль путём абордажа, ещё 306 сдались, в том числе, по Плутарху, 90 военных кораблей с бронзовыми таранами. Также сдались 120 пиратских укреплений и 20 000 пиратов. 10 000 пали в войне, а это значит, что пиратские силы ранее насчитывали не менее 30 000 человек. Кроме того, Помпей смог освободить многих заключённых, которые, вернувшись домой, часто находили свой собственный кенотаф, поскольку их считали мёртвыми.
В отличие от Цезаря, Помпей не распял побеждённых, но подарил им жизнь и сделал их союзниками, что повысило готовность пиратов сдаться и помочь найти их последние прибежища. Побеждённых Помпей поселил частично в Киликии, прежде всего в разрушенных Тиграном II Солах, а также в Малле, Адане и Эпифании, большинство же он привез в Димы в Ахайе и сделал их там земледельцами.
Сам Помпей взял в свою свиту множество бывших пиратов, и некоторые из них позже участвовали в крупных морских сражениях гражданской войны на стороне Секста Помпея, а позже — Марка Антония. Среди них известны имена таких, как Менодор и Таркондимот.

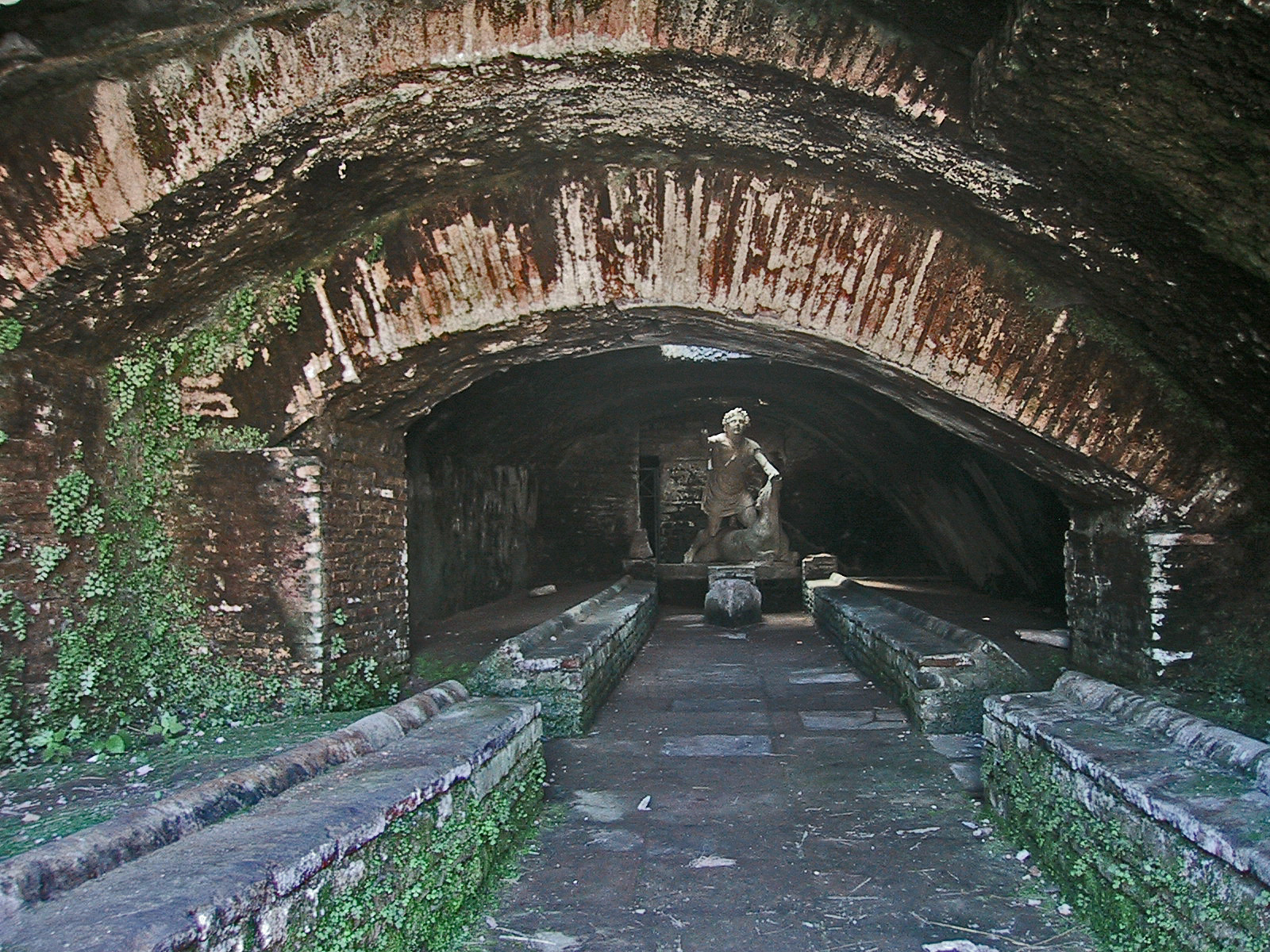
Храм Митры в Остии

Важным долгосрочным следствием этой относительно мягкой сделки с побеждённым врагом историк Дэвид Уланси называет распространение митраизма в римском государстве. Как упоминалось выше, пираты были, по Плутарху, первыми последователями Митры. Уланси считает, что корни митраизма лежат в Киликии, в частности, в Тарсе, а жившие там философы-стоики были основателями этого культа. После победы Помпея бывшие пираты служили в римской армии и при этом распространяли культ.

## Восприятие
Нередко киликийские пираты появлялись в античном романе. Их главная функция состояла в том, чтобы увезти главную героиню в отдалённое место, где она могла избегать опасностей и противостоять испытаниям, в то время как главный герой искал ее по всему миру, переживая интересные приключения. Самый известный пример — роман Харитона Афродисийского «Повесть о любви Херея и Каллирои».
В современной популярной культуре киликийские пираты, в отличие от карибских, оставили лишь небольшой след: они кратко появляются в монументальном фильме Стэнли Кубрика «Спартак» 1960 года, основанном на одноимённом романе Говарда Фаста. Их роль там не совсем соответствует дошедшим до нас фактам: в фильме они должны были доставить восставших рабов в их страны, но их подкупил римский военачальник Марк Лициний Красс, и поэтому они бросили рабов в окружении.
По словам Плутарха, Спартак, лидер восстания рабов, действительно вёл переговоры с киликийскими пиратами. Но они должны были не вернуть повстанцев домой, а перевезти 2000 его бойцов на Сицилию, где он хотел разжечь новое восстание среди местных рабов, умножив проблемы римлян. Киликийцы приняли его дары, но не выполнили уговор.